# 1944 (cântec)
1944 este un cântec scris și interpretat de cântăreața ucraineană de origine tătară Jamala. Piesa, care evocă deportarea tătarilor din Crimeea, a fost selectată să reprezinte Ucraina la Concursul Muzical Eurovision 2016, unde a obținut marele trofeu, cu 534 de puncte.
După câștigarea Eurovisionului, piesa „1944” a avut clasări bune în majoritatea țărilor din Europa. În septembrie 2016, Jamala lansează și un videoclip pentru cântecul „1944”, filmat la o bază militară abandonată.